# Red Road
Red Road är en brittisk-dansk dramafilm från 2006 i regi av Andrea Arnold.

## Handling
Jackie (Kate Dickie) sitter vid monitorerna på ett kameraövervakningsbolag där hon vakar över ett litet hörn av världen.

## Rollista
- Kate Dickie – Jackie Morrison
- Tony Curran – Clyde Henderson
- Martin Compston – Stevie
- Natalie Press – April
- Paul Higgins – Avery